# Djurs Sommerland
 Der er for få eller ingen kildehenvisninger i denne artikel, hvilket er et problem. Du kan hjælpe ved at angive troværdige kilder til de påstande, som fremføres i artiklen.

Djurs Sommerland er en forlystelsespark, der ligger nær Nimtofte på Djursland. Med et årligt besøgstal på over 800.000 gæster er Djurs Sommerland det mest besøgte sommerland i Norden og den fjerdestørste forlystelsespark i Danmark.
Blandt Djurs Sommerlands mest kendte forlystelser er Tigeren, der åbnede i maj 2019. Tigeren er Danmarks største Gyro Swing med en topfart på 100 km/t og en højde på 45 meter. Derudover er en stor attraktion Piraten, som er Danmarks næststørste rutsjebane og flere gange kåret til en af verdens bedste. Rutsjebanen Juvelen er Danmarks længste rutsjebane og eneste double launch coaster. Herudover har Djurs Sommerland et stort vandland, grønne arealer og over 60 forlystelser fordelt på ni forskellige temalande. I 2015 åbnede Djurs Sommerland et nyt temaland - Bondegårdsland med 10 nye forlystelser, der henvender sig både til børn fra 3-12 år samt deres forældre. I 2017 åbnede en ny rutsjebane - DrageKongen, Danmarks hurtigste og længste Family Suspended Coaster. En rutsjebane der er 825 meter lang, 30 meter høj og opnår en topfart på 85 km/t. I 2018 åbnede to nyheder - Jungle Rally og Safaribussen, som ligger nede hos DrageKongen. I 2022/2023 åbnede Djurs Sommerland Dinosaurland med 6 nye attraktioner, her iblandt Danmarks eneste Disk'O Coaster Spinosaurus. I 2024 åbnede Djurs Sommerland den 60 meter høje El Grito Droptower, som er parkens højeste attraktion.
Hvert år i efterårsferien uge 42 afholder Djurs Sommerland Magisk Halloween, hvor parken blandt andet pyntes med over 40.000 græskar. Desuden er der 2 halloween haunted houses i efterårsferien og alle forlystelserne er åbne.
Djurs Sommerland er en familieejet park, der ejes og drives af brødrene Henrik B. Nielsen og Michael B. Nielsen - sønner af en af parkens grundlæggere. I åbningssæsonen beskæftiger Djurs Sommerland flere end 800 ansatte. I 2022 havde parken besøg af 878.000 gæster, hvilket er den bedste sæson nogensinde.

## Historie
Djurs Sommerland er en familieejet park, der i dag drives af sønnerne af en af grundlæggerne - brødrene Henrik B. Nielsen og Michael B. Nielsen.
Parken blev grundlagt i 1981 af Ole B. Nielsen og Børge Godsk Jensen. Formålet var at skabe en park, hvor hele familien kunne få oplevelser sammen, og hvor alle aktiviteter var gratis, når entreen var betalt. Dengang bød parken blandt andet på bueskydning, kanoer, trampoliner og ponyridning. I takt med gæsternes øgede efterspørgsel efter større og mere mekaniske forlystelser har Djurs Sommerland siden 1990’erne udvidet parkens oplevelser med en række større forlystelser.
Især siden 2008 har parken udviklet sig meget - her blev Djurs Sommerland udvidet med et nyt Piratland og rutschebanen Piraten. I 2011 blev Piratland dobbelt så stort, da Djurs Sommerland åbnede Skatteøen, der er Nordeuropas største water coaster. I 2013 blev Mexicoland udvidet med 12.000 kvadratmeter med rutschebanen Juvelen. I 2019 blev parken udvidet med endnu et temaland, Wild Asia.
Djurs Sommerland er inddelt i ni forskellige temalande, og alle forlystelserne er bygget ind i en tematisering med en historiefortælling. Selvom Djurs Sommerland siden grundlæggelsen er blevet udvidet med en række større tematiserede forlystelser, finder man i dag stadig trampoliner og store grønne områder side om side med forlystelserne.

## Forlystelser
Djurs Sommerland har mere end 60 forlystelser fordelt på ni forskellige temalande.
| Vikingeland: - Drageskibet - Vikingetårnene - Thors Hammer - Vandcykler og kanoer - Vikingestien - Mini Vikingestien Westernland - Wild West Karrusellen - Rio Grande Rafting - Buffalo Bumper Cars - Mini Buffalo Bumper Cars - Texas Town - Pony Ekspressen - Skydebane - Indianerland - Guldgraver Dinosaurusland - T-Rex Family Coaster - Dino Xpedition - Dinosaurlegepladsen - SpinOsaurus - Fosilvaskeren - Moterbike derby Bondegårdsland: - Den Vilde Hønsejagt - Rodeotyrene - Milkshakeren - Traktorerne - Andedammen - Det Gamle Vandtårn - Det Nye Vandtårn - Frøerne - Grisebasserne - Kornmøllen - Bondegårdskarrusellen | Mexicoland: - Juvelen - Solguden - Speedy Gonzales - Mexicana Golf - El Grito - Camino del sol Piratland: - Piraten - Skatteøen - Sablen - Piratfisken - Det Skøre Kompas - Piratlegeplads - Søulken Wild Asia: - Safaribussen - Jungle Rally - DrageKongen - Tigeren - Long Cun Expedition | Sommerland: - Edderkoppenettet - Klatrebjerget - Djurs Expressen - Trampoliner - Hoppepude - Sæbebobler Vandland: - The Wave - Hawaii - Wild River - Black Hole - Honolulu Bay - Waikiki Surf School - Water Slides - Børnevandland |

## Spisesteder
| Restauranter - Western Saloon - Pizzeria - Joe's Burger & Spareribs - Laredo Buffet | Mindre spisesteder - Coachman's Kebab - Uncle's Fresh Sandwiches and Salads - Mr. Jackson's Burgerhouse - Don Pedros Tortillabar - Pirate's Food Market - Dino Food Station - Gårdcaféen | Kaffebarer - Ben & Jerry’s Icecream and Coffee Shop - Milkshake og Softicefabrikken - Don Pedro's Coffee Bar - Pirate's Coffee Shop - Rio Grande Pancakes |

## Besøgstal
| År   | Besøgstal |
| ---- | --------- |
| 2004 | 480.500   |
| 2005 | 453.000   |
| 2006 | 495.000   |
| 2007 | 487.000   |
| 2008 | 528.000   |
| 2009 | 550.000   |
| 2010 | 575.000   |
| 2011 | 662.000   |
| 2012 | 623.000   |
| 2013 | 752.000   |
| 2014 | 705.000   |
| 2015 | 801.000   |
| 2016 | 744.500   |
| 2017 | 808.000   |
| 2018 | 818.000   |
| 2019 | 780.000   |
| 2020 | 450.000   |
| 2021 | 820.000   |
| 2022 | 878.000   |
| 2023 | 811.000   |
| 2024 | 833.000   |

## Seneste kåringer
- Europas bedste forlystelse, september 2024 - Park World Excellence Awards[2]
- Årets forlystelsespark, oktober 2022 - Børn i Byen[3]
- Årets forlystelsespark, oktober 2021 - Børn i Byen[4]
- Danmarks bedste attraktioner, 2020 - Dancenter[5]
- Årets forlystelsespark, oktober 2020 - Børn i Byen.[6]
- Nordens bedste sommerland, marts 2020 - barnsemester.se [7]
- Bedste forlystelse, November 2019 - Børn i Byen[8]
- Family Park of the Year in Europe, September 2019 - Park World Excellence Award 2019[9]
- Thrill Ride of the Year, Tigeren, September 2019 - Park World Excellence Award 2019[9]
- Nordens bedste sommerland, marts 2017 - barnsemester.se[10]
- Nordens bedste sommerland, marts 2016 – barnsemester.se[11]
- Danmarks bedste forlystelsespark, april 2015 – CoasterClub Denmark[12]
- Nordens bedste sommerland, marts 2015 – barnsemester.se[13]
- Danmarks bedste forlystelsespark, juni 2014 – Berlingske Rejseliv[14]
- Nordens bedste sommerland, marts 2014 – barnsemester.se[13]